# Captain Horatio Hornblower
Captain Horatio Hornblower (bra: O Falcão dos Mares; prt: Epopeia nos Mares) é um filme de aventura naval de 1951, dirigido por Raoul Walsh e protagonizado por Gregory Peck, Virginia Mayo, Robert Beatty e Terence Morgan.
Foi baseado em três das novelas Horatio Hornblower de C.S. Forester, The Happy Return (Beat to Quarters nos Estados Unidos), A Ship of the Line e Flying Colours. Forester foi compensado por esta adaptação; como resultado, é fiel às suas novelas e retrata uma ocasional introspectiva pouco usual de um antiquado cavaleiro.

## Sinopse
Em 1807, durante a Guerra Napoleónica, o capitão da Marinha Real Britânica, Horatio Hornblower (Gregory Peck) comanda o pelotão de 38 pessoas armadas numa secreta missão à América Central. A missão é para providenciar armas e apoio a um megalómano chamado Don Julian Alvarado, que se auto intitula de "El Supremo" ou "O supremo" (Alec Mango), na sua rebelião contra Espanha, e qualquer aliado da inimiga da Inglaterra, França. Como Hornblower diz ao Tenente Bush (Robert Beatty), "a guerra traz estranhos aliados".
Após a sua chegada, Hornblower descobre que um grande, muito mais poderoso navio espanhol, o Natividad, tinha sido avistado. Quando pára perto, Hornblower e a sua equipa sobem a bordo e capturam durante um ataque surpresa durante a noite. Depois acaba por, relutantemente, entregar o navio a Alvarado para agradar ao homem, e seguem caminhos separados.
Mais tarde, encontra uma embarcação espanhola e descobre que Espanha mudou de lado, portanto o Lydia teria de atacar Natividad novamente. Dois passageiros foram transferidos para o Lydia (com objecções de Hornblower): Lady Barbara Wellesley (Virginia Mayo) e a sua criada, fugindo de uma epidemia  de febre amarela. Como a Lady Barbara é a fictícia irmã do Duque de Wellington (um acrónimo, uma vez que o título foi criado a 1814 e deveria ter sido Sir Arthur Wellesley na altura), Hornblower não tinha forma de recusar o seu pedido para passar por Inglaterra.
Usando uma superior arte de marinheiro e tácticas de mestre, Hornblower afunda a Natividad, e quando o médico do navio é morto em batalha, Lady Barbara insiste em ajudar tratando dos feridos. Quando mais tarde fica gravemente doente, Hornblower toma conta dela. Na viagem de volta para Inglaterra, apaixonam-se. Contudo, quando ela tenta avançar (apesar de estar noiva), Hornblower diz-lhe que é casado.
Depois de chegar a casa, Hornblower descobre que a sua mulher morreu no parto, deixando-lhe um filho bebé. É-lhe dado o comando do Sutherland, um navio capturado aos franceses, e que está associado a um esquadrão comandado por Rear Admiral Leighton (Denis O'Dea), novo marido de Lady Barbara. A missão do esquadrão é ajudar a reforçar o bloqueio britânico contra a França Napoleónica. 
Numa reunião no navio de Leighton, Hornblower aprende que quatro navios franceses tinham partido o bloqueio. Leighton assume que eles irão pelo Mediterrâneo, mas Hornblower sugere que pretendem apoiar a campanha de Napoleão  na Península Ibérica.
Leighton decide cobrir ambas as possibilidades tirando um navio da costa francesa. Quando verifica que o Sutherland de Hornblower é melhor para esta tarefa, fica suspeito de que Hornblower esteja apenas atrás de glória e dinheiro. Leighton acaba por proibir expressamente Hornblower de tomar qualquer tipo de acção independente se chegar a França.
O navio de Hornblower é consequentemente confundido por uma embarcação amiga através de uma pequena ponte francesa. Depois de capturar o barco, Hornblower aprende por interrogar o capitão que este transportava armas para os quatro navios em Espanha. Em vez de regressar ao esquadrão, Hornblower envia uma equipa com as notícias.
Entra no porto inimigo onde os navios franceses estão ancorados e guardados por um forte bem armado. Levando um saco francês e o sinal de reconhecimento e com a vantagem de surgir num navio com aparência francesa, Hornblower engana a guarnição achando que o Sutherland é amigo. Os seus colegas acabam com os 4 navios antes dos canhões franceses dispararem e expulsarem os ingleses a abandonar Sutherland. Hornblower leva o seu navio para o canal, impedindo a saída dos navios franceses.
Enquanto chegam os restantes navios ingleses para terminar o trabalho, Hornblower e Bush, acompanhados pelo marinheiro Quist (James Robertson Justice) são levados para Paris para serem julgados por conspiração. Contudo, conseguem escapar a caminho e voltam para o porto de Nantes. Disfarçados de oficiais holandeses, entram no The Witch of Endor, um navio inglês capturado. Dominam a tripulação, libertando os prisioneiros ingleses , para navegarem para a liberdade.
Hornblower é considerado um herói nacional, e aprende que Leighton morreu em batalha. Hornblower volta para casa para visitar o seu filho, e encontra lá Lady Barbara. Os dois casam-se.

## Elenco
- Gregory Peck como Captain Horatio Hornblower, R.N.
- Virginia Mayo como Lady Barbara Wellesley
- Robert Beatty como Tenente William Bush
- Terence Morgan como Segundo Tenente Gerard, gunnery officer on the Lydia
- Moultrie Kelsall como Terceiro Tenente Crystal, navigator on the Lydia
- James Kenney como Midshipman Longley
- James Robertson Justice como Marinheiro Quist, que ajuda Hornblower and Bush a fugir
- Denis O'Dea como Rear Admiral Sir Rodney 'Mucho Pomposo' Leighton
- Richard Hearne como Polwheal, Hornblower's steward
- Michael Dolan como Surgeon Gundarson
- Stanley Baker como Mr. Harrison, Hornblower's bosun
- Alec Mango como El Supremo / Don Julian Alvarado
- Christopher Lee como capitão espanhol do Natividad
- Diane Cilento como a voz da mulher Maria de Hornblower, recitando uma carta escrita para ele no leito da morte.